# Paul Magès

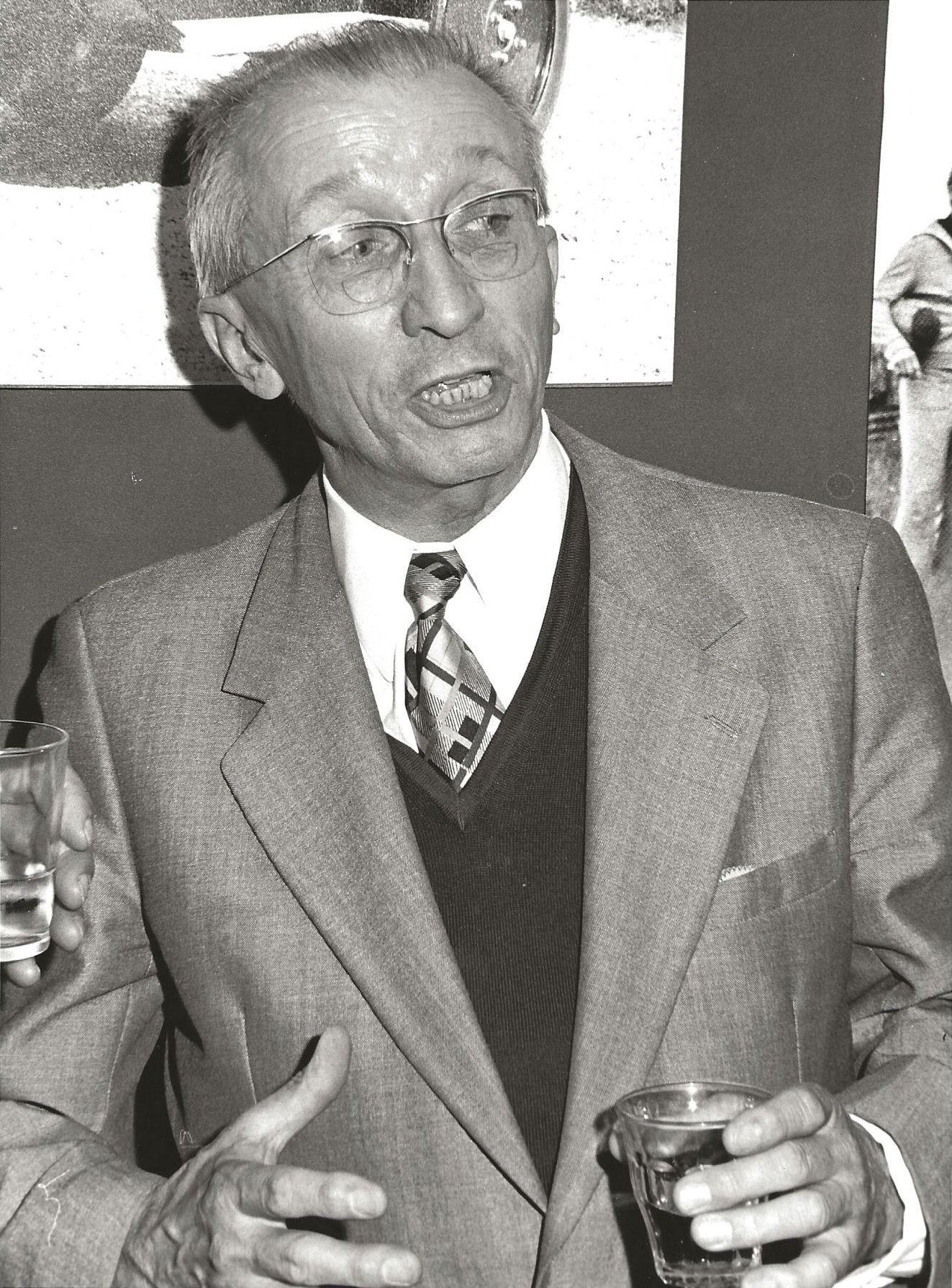
Paul Magès in 1975

Paul Ernest Mary Magès Aussois, 9 maart 1908 - Garches, 22 september 1999, is de uitvinder van het bijzondere hydropneumatische veersysteem van de Citroën DS.

## Biografie
Na het behalen van zijn BEPC (Brevet d'Études du Premier Cycle), een voorbereidende opleiding voor de Académie des Arts et Métiers in Marseille en een niet-afgemaakte Lycée technique stuurde Magès als zeventienjarige zijn cv aan Citroën, waar hij in 1925 werd aangenomen als technisch tekenaar. Hij doorliep snel verschillende rangen en in januari 1942, nadat hij een door hem bedacht nieuw systeem voor carburatie had getekend waar zijn directe chefs niet eens naar wilden kijken, werd hij 'ontdekt' door de toenmalige algemeen directeur van Citroën, Pierre-Jules Boulanger. Deze herkende in Magès onmiddellijk een oorspronkelijke denker en hij haalde hem naar de ontwikkelafdeling (bijgenaamd de 'Usine des cervaux', de 'hersenfabriek'). Magès werd daar belast met het oplossen van allerlei problemen bij de ontwikkeling van remmen en veersystemen, onder meer van de 2CV. 
Magès leest op zekere dag de stelling dat een soepel veersysteem onverenigbaar is met een goede wegligging; een bekend probleem bij de Amerikaanse auto's. Hij realiseert zich dat de oplossing moet zijn gelegen in een variabele vering: een die heel soepel is bij lage en stug bij hoge snelheid en belasting. 
Hij bedenkt uiteindelijk het hydropneumatische veersysteem, dat een ideale karakteristiek heeft doordat er gebruik wordt gemaakt van samengedrukt gas als veermedium. Hoe zwaarder de belasting, des te hoger de gasdruk en hoe stugger dus de vering wordt. Door dit toe te passen met behulp van een holle stalen bol waarin een rubber membraan is geplaatst waarboven zich het gas bevindt en waaronder hydraulische olie, die bovendien door een kalibratie stroomt voor de schokdemping, schept hij de fameuze vering zoals toegepast in de Citroën DS en daarna doorontwikkeld in de Citroën-modellen GS/GSA, SM, CX, BX, XM, Xantia, C5 en C6. 
Hij realiseerde zich dat hij het probleem nooit had kunnen oplossen als hij een betere technische opleiding zou hebben gehad. Onder de glasplaat van zijn bureau lag een uitspraak van Marcel Pagnol die daarmee een uitvinder definieerde: 'Iedereen meende dat het onmogelijk was, behalve een idioot die dat niet wist en die het gemaakt heeft'.
- Union List of Artist Names: 500464042